# 波木克己
波木 克己（なみき かつみ、1953年5月6日 -）は、日本のハーモニカ奏者。東京生まれ。

## 略歴
- 1967年 ジョン・メイオールの影響を受け、10ホールズを始める。
- 1981年 F.I.H. JAPAN ハーモニカコンテストにてブルース部門１位、総合グランプリを受賞。この頃から自然をテーマにオリジナルの曲を手がけ、自分を表現する音楽の追及を始める。
- 1981年 日本ハーモニカ賞受賞。 80年代は、劇団やＣＭの曲づくり、数多くのオリジナル・コンサート活動を巾広く展開する。ドレミ楽譜出版社より「ロックブルースハーモニカ独習」を出版。その他教則ビデオ等も出している。
- ～2000年 山崎まさよし、ゆず、長渕剛等の弾き語り楽譜集のハーモニカ譜面作成。

現在もこれからのハーピストの育成の為に新宿のミュージックスクールウッドで講師を行っている。

## 教則本・楽譜
- ロック＆ブルースハーモニカマスター [教則本]
- ロック&ブルースハーモニカ独習 (CD SELF TAUGHT SERIES) （1998年12月 ドレミ楽譜出版社 教則本]
- ハープマスター名曲集 （1994年11月 ドレミ楽譜出版社 楽譜）
- Jヒッツアーティスト ハーモニカ&ギタープレイ （1999年07月 ドレミ楽譜出版社 楽譜）
- 10ホールズ 楽しく吹けるブルースハーモニカ （2004年6月 全音楽譜出版社 教則本） ISBN 978-4-11-179048-7
- ギター弾き語り&ハーモニカ ゆず Going(2001~2005)& Home(1997~2000) （2005年07月 ドレミ楽譜出版社 楽譜）ISBN 9784285104370
- ギター弾き語り&ハーモニカ ゆず全曲集] （2006年03月 ドレミ楽譜出版社 楽譜） ISBN 9784285107562

## 教則DVD
- ブルース・ハーモニカ［超］入門 (2004年07月 ドレミ楽譜出版社) ISBN 978-4-8108-8347-3

## CD
- 赤とんぼの謎（キングレコード、2004年9月）オムニバス形式のアルバム、2曲目の「赤とんぼ」 ブルース・ハーモニカ奏者として参加